# Benoîtville
 Benoîtville  es una población y comuna francesa, en la región de Baja Normandía, departamento de Mancha, en el distrito de Cherbourg-Octeville y cantón de Les Pieux.
El nombre de la comuna también aparece como Benoistville.

## Demografía[3]
| 650 | 552 | 613 | 614 | 667 | 652 | 660 | 646 | 602 | 570 | 555 | 522 | 507 | 511 | 502 | 462 | 441 | 428 | 420 | 434 | 432 | 434 | 408 | 398 | 424 | 420 | 363 | 336 | 320 | 416 | 443 | 458 | 541 |
| Para los censos de 1962 a 1999 la población legal corresponde a la población sin duplicidades (Fuente: INSEE [Consultar]) |     |     |     |     |     |     |     |     |     |     |     |     |     |     |     |     |     |     |     |     |     |     |     |     |     |     |     |     |     |     |     |     |